# Exochus longicaudis
Exochus longicaudis là một loài tò vò trong họ Ichneumonidae.